# Vézelise
Vézelise település Franciaországban, Meurthe-et-Moselle megyében. Lakosainak száma 1354 fő (2022. január 1.). Vézelise Hammeville, Houdreville, Ognéville, Omelmont, Quevilloncourt, Tantonville és Vroncourt községekkel határos.

## Népesség
A település népessége az elmúlt években az alábbi módon változott:
| Lakosok száma | 1237 | 1513 | 1336 | 1383 | 1492 | 1433 | 1454 | 1423 | 1361 | 1354 |
|               | 1968 | 1982 | 1999 | 2006 | 2011 | 2015 | 2017 | 2018 | 2020 | 2022 |